# Henri Oreiller
Henri Jean Auguste Oreiller (* 5. Dezember 1925 in Paris; † 7. Oktober 1962 in Montlhéry) war ein französischer Skirennläufer und Automobilrennfahrer.

## Biografie
Oreiller gewann bei den Olympischen Winterspielen 1948 in St. Moritz die Goldmedaille im Abfahrtslauf und in der damals auch olympisch gewerteten Kombination sowie die Bronzemedaille im Slalom. Zudem wurde er mehrfacher französischer Meister. Nach seiner Karriere als Skirennläufer wurde Oreiller Automobilrennfahrer. Er kam bei einem Tourenwagen-Rennen auf dem Autodrome de Linas-Montlhéry (südlich von Paris) ums Leben.
Gemeinsam mit Jean-Claude Killy ist Oreiller Namensgeber der bekannten Weltcup-Abfahrt Piste Oreiller-Killy (OK-Piste) in Val-d’Isère.

## Statistik

### Olympische Winterspiele
- St. Moritz 1948: 1. Abfahrt, 1. Alpine Kombination, 3. Slalom
- Oslo 1952: 14. Abfahrt, 16. Riesenslalom

### Alpine Skiweltmeisterschaften
- Aspen 1950: 4. Riesenslalom, DNF Abfahrt

### Le-Mans-Ergebnisse
| Jahr | Team               | Fahrzeug                   | Teamkollege     | Platzierung | Ausfallgrund |
| ---- | ------------------ | -------------------------- | --------------- | ----------- | ------------ |
| 1962 | Abarth Corse & Cie | Abarth-Simca 1300 Bialbero | Tommy Spychiger | Ausfall     | Motorschaden |

### Einzelergebnisse in der Sportwagen-Weltmeisterschaft
| Saison | Team                  | Rennwagen                                 | 1   | 2   | 3   | 4   | 5   | 6   | 7   | 8   | 9   | 10  | 11  | 12  | 13  | 14  | 15  |
| ------ | --------------------- | ----------------------------------------- | --- | --- | --- | --- | --- | --- | --- | --- | --- | --- | --- | --- | --- | --- | --- |
| 1962   | Henri Oreiller Abarth | Ferrari 250 GT Abarth-Simca 1300 Bialbero | DAY | SEB | SEB | MAI | TAR | BER | NÜR | LEM | TAV | CCA | RTT | NÜR | BRI | BRI | PAR |
| 1962   | Henri Oreiller Abarth | Ferrari 250 GT Abarth-Simca 1300 Bialbero |     |     |     |     |     |     | 10  | DNF | 5   |     |     |     |     |     |     |